# Senegal-Grasantilope
Die Senegal-Grasantilope (Kobus kob) ist ein relativ kleiner Vertreter der Wasserböcke aus der Familie der Hornträger. Sie kommt in einem Savannenstreifen südlich der Sahelzone vom südlichen Senegal im Westen bis nach Nigeria oder der Zentralafrikanischen Republik, nach anderer Auffassung unter Einbeziehung anderer Arten bis an die Grenze von Äthiopien im Osten vor und ernährt sich vor allem von Gräsern.

## Merkmale

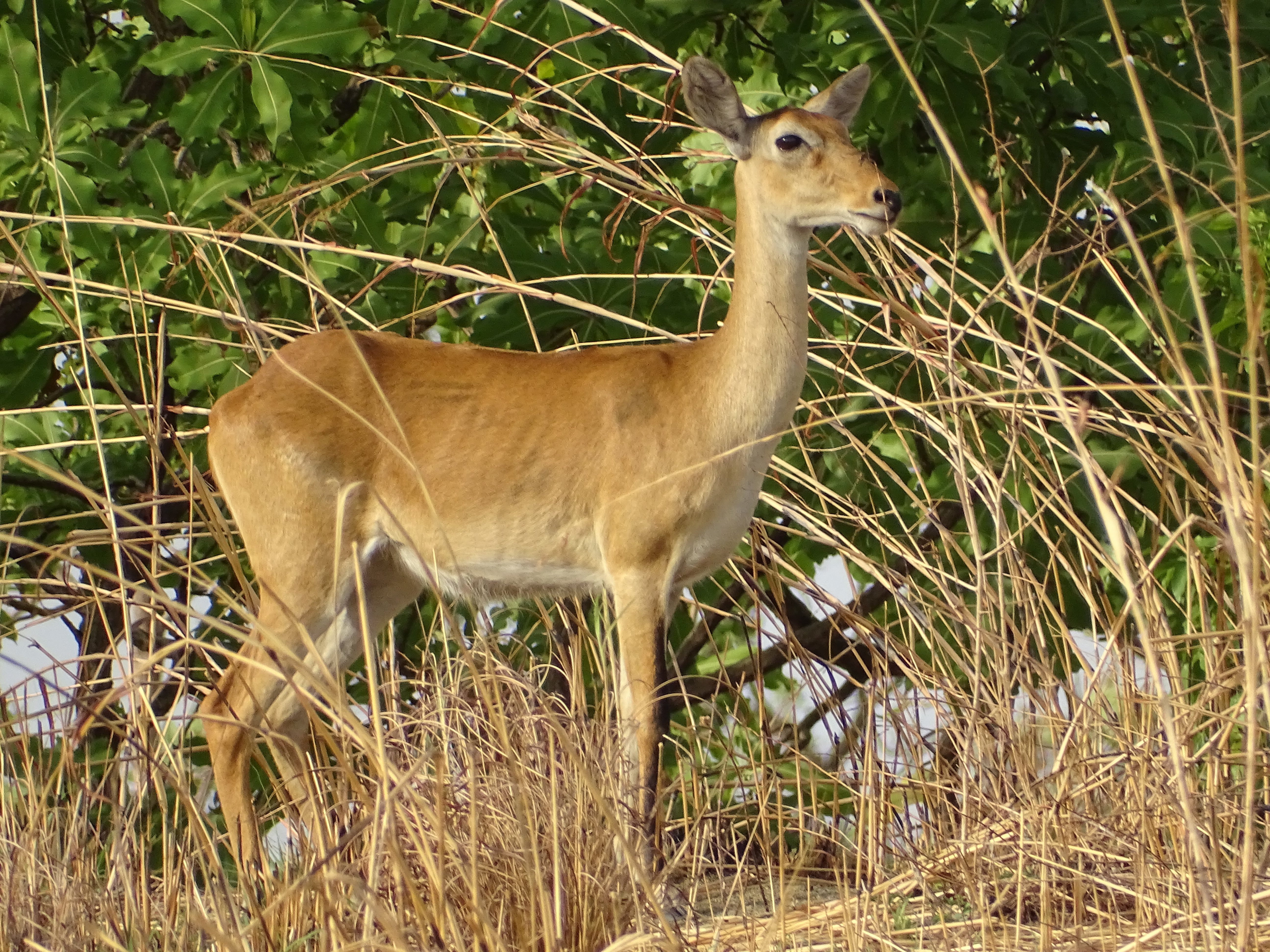
Weibchen

Die Senegal-Grasantilope erreicht eine Kopf-Rumpf-Länge von 136 bis 145 Zentimeter (Männchen) bzw. 128 bis 131 Zentimeter (Weibchen), eine Schulterhöhe von 87 bis 90 Zentimeter (Männchen) bzw. 75 bis 89 Zentimeter (Weibchen) und ein Gewicht von durchschnittlich 63 kg (Männchen) bzw. 46 kg (Weibchen). Der Schwanz ist 24 bis 33 Zentimeter lang. Die Hinterfußlänge liegt bei 35 bis 40 Zentimeter und die Ohren sind 11 bis 15 Zentimeter hoch. Das orangefarbene oder goldbraun gefärbte Fell ist kurz und glatt. Die Außenseiten der Beine haben die gleiche Farbe wie der Körper, die Innenseiten der Beine, Brust und Bauch sind weiß. An den Vorderseiten der Beine befindet sich ein undeutlicher schwarzer Streifen, und oberhalb der Hufe ist ein weißes Band zu sehen. Rund um die Augen und das Maul ist das Fell hell abgesetzt. Das Innere der Ohren ist hell, ihre Rückseite ist goldbraun und die Spitzen sind schwärzlich. Nur die Männchen besitzen Hörner. Diese sind leierförmig gebogen und normalerweise kürzer als die Hörner anderer Wasserbockarten. An der Spitze stehen sie 14 bis 37 Zentimeter auseinander und ihre Länge kann bei ausgewachsenen Männchen 48 bis 55 Zentimeter erreichen.
Die Zahnformel lautet: {\displaystyle {\frac {0.0.3.3}{3.1.3.3}}}.

## Lebensraum und Lebensweise

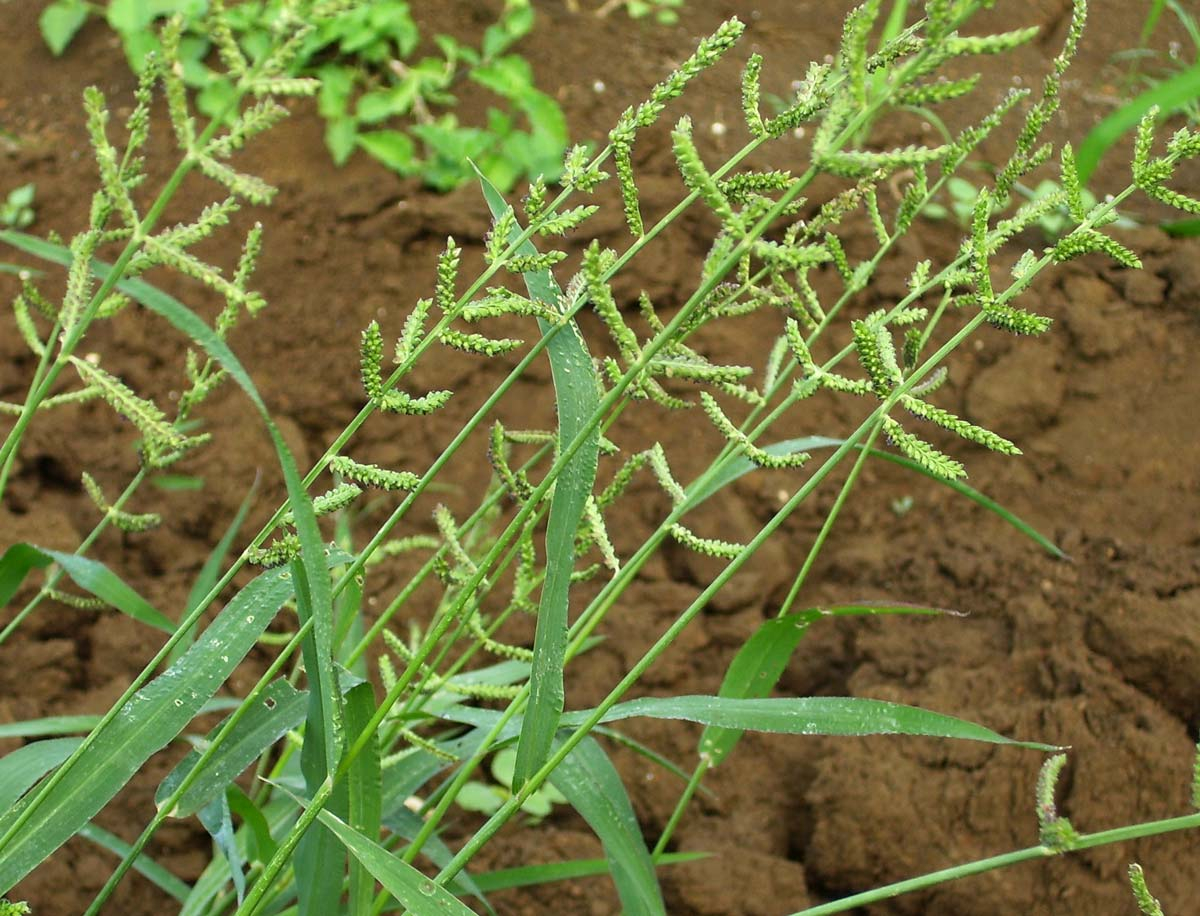
Echinochloa colona

Die Senegal-Grasantilope kommt in mehr oder weniger feuchten Savannen und Schwemmlandebenen vor und entfernt sich während der Trockenzeit nur selten mehr als ein paar Kilometer von der nächsten dauerhaften Wasserstelle. In der Regenzeit halten sie sich vor allem in offene Savannen auf, in der Trockenzeit eher in Baumsavannen. Sie sind sowohl tagsüber als auch während der Nacht aktiv, legen tagsüber aber größere Entfernungen zurück. Höhepunkte der Nahrungsaufnahme sind von 09:00 bis 11:00 Uhr und von 17:00 Uhr bis zum Einbruch der Dunkelheit. Die Mittagszeit, von 12:00 bis 15:00 Uhr, wird zum Wiederkäuen und zum Ruhen genutzt. Etwas mehr als 40 % der Tagesaktivitäten nutzen sie zur Nahrungsaufnahme und etwas weniger als 40 % zum Wiederkäuen. Senegal-Grasantilopen sind Selektierer, die sich vor allem von Gräsern ernähren. In der Trockenzeit sind Hyparrhenia subplumosa, Schizachyrium sanguineum und Vetiveria fulvibarbis die Hauptnahrung. In der Regenzeit sind sie wenig wählerisch und fressen vor allem frische Halme und Blätter von Andropogon africanus, A. gayanus, A. tectorum, Echinochloa colonum und Brachiaria mutica. Hin und wieder werden auch die jungen Blätter von Gehölzpflanzen gefressen. Senegal-Grasantilopen müssen täglich trinken. In der Trockenzeit, wenn der Mineralgehalt der Gräser am niedrigsten ist, nehmen sie auch mineralreiche Erde zu sich.

## Fortpflanzung
Die Art hat keine besondere Fortpflanzungsperiode, Kälber kommen in allen Jahreszeiten zur Welt. Paarungen finden am häufigsten im Februar und März statt und die meisten Kälber werden zum Beginn der Trockenzeit im Dezember und Januar geboren. Fortpflanzungsbereite Männchen bilden Reviere, Weibchen können das Territorium aber ungehindert durchqueren. Fortpflanzungsbereite Weibchen werden mit vorgestrecktem Hals und gesenktem Kopf verfolgt. Der Auftakt zur Paarung sind ritualisierte Tritte mit den Vorderbeinen. Der Abstand zwischen zwei Geburten ist in der Regel länger als zwölf Monate. Männliche Jungtiere müssen die mütterliche Herde in der Regel mit einem Alter von acht Monaten verlassen. In freier Wildbahn werden Senegal-Grasantilope wahrscheinlich 6 bis 7 Jahre alt.

## Systematik

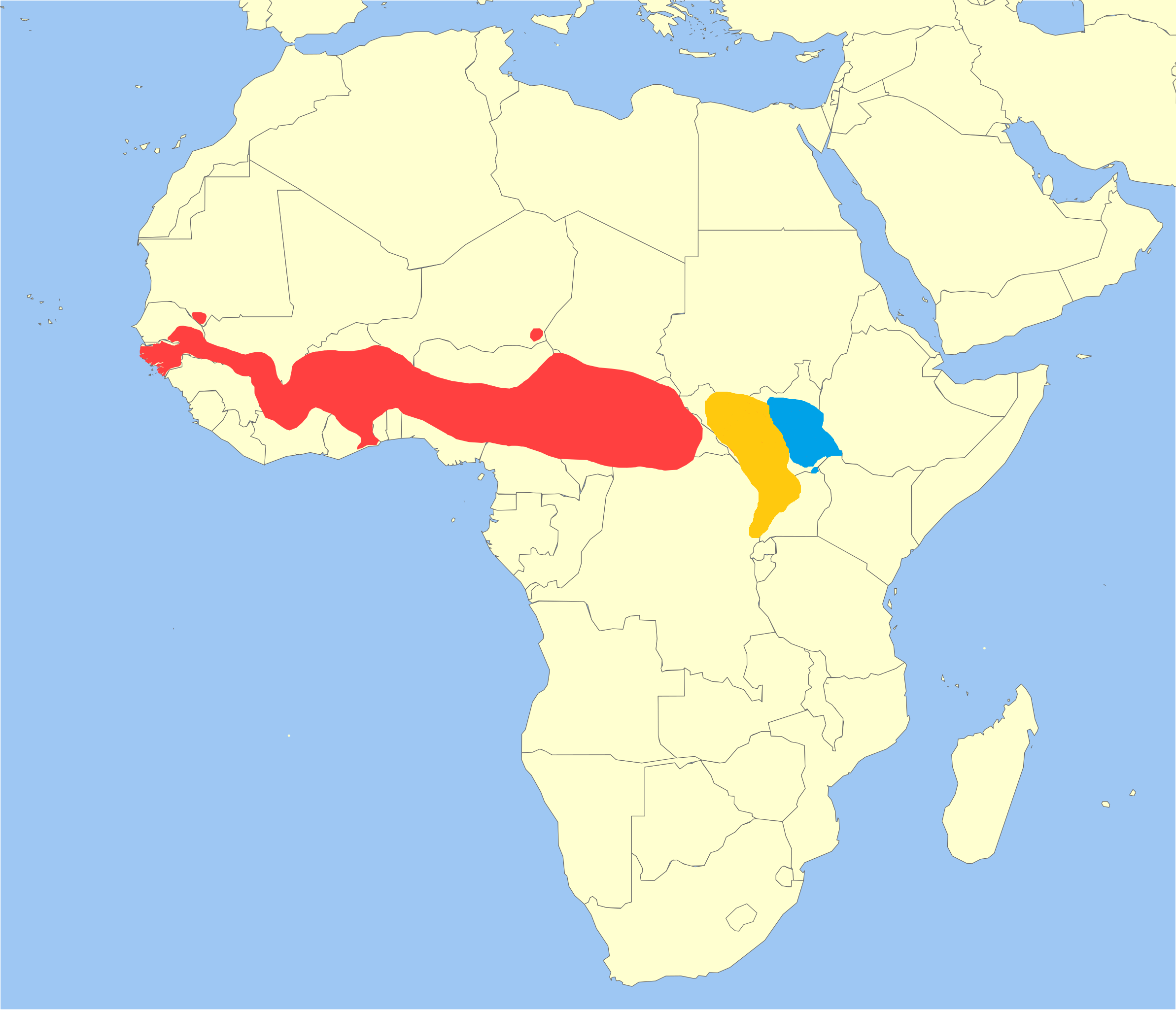
Verbreitung der Senegal-Grasantilope und ihrer Verwandten nach Angaben der IUCN und Kingdon et al.:
Senegal-Grasantilope
Uganda-Grasantilope
Weißohr-Moorantilope

Die Senegal-Grasantilope ist eine Art aus der Gattung der Wasserböcke (Kobus), zu der rund ein Dutzend Arten gehören. Die Gattung steht innerhalb der Tribus der Reduncini und der Familie der Hornträger (Bovidae). Zu den Reduncini werden außerdem noch die Riedböcke (Redunca) und die Rehantilope (Pelea) gezählt. Die Vertreter der Tribus repräsentieren mittelgroße bis große, an wasserreiche Landschaften angepasste Antilopen, die sich hauptsächlich grasfressend ernähren.
Als Autor der Erstbeschreibung gilt deutsche Gelehrte Johann Erxleben, der ihr im Jahr 1777 die wissenschaftliche Bezeichnung Antilope kob gab. Die Gattung Kobus (Wasserböcke) wurde 1833 durch den irischen Naturforscher William Ogilby eingeführt. Im Laufe der Zeit wurden einige weitere Kobus-Arten beschrieben und bis zu dreizehn verschiedene Unterarten wurden der Art Kobus kob zugeordnet. Das wissenschaftlich-zoologische Nachschlagewerk Mammal Species of the World listet noch acht Unterarten. Bei einer Revision der Hornträger, die Colin Peter Groves und Peter Grubb im Jahr 2011 vorlegten, wurde Kobus kob in vier monotypische Arten aufgeteilt, die zusammen die Kobus kob-Artengruppe bilden. Neben der Senegal-Grasantilope sind das die Weißohr-Moorantilope (Kobus leucotis), die Uganda-Grasantilope (Kobus thomasi) und die Kamerun-Grasantilope (Kobus loderi). Die Senegal-Grasantilope wurde damit auf die Populationen westlich von Niger und Benue beschränkt. Diese Aufteilung wurde jedoch nicht von allen Wissenschaftlern übernommen und Jonathan Kingdon und Mitautoren führen in ihrem Werk über die afrikanischen Säugetiere die Weißohr-Moorantilope und die Uganda-Grasantilope weiterhin als Unterarten von Kobus kob, während die Kamerun-Grasantilope keinen eigenständigen taxonomischen Rang hat.

## Gefährdung und Schutzmaßnahmen
Die IUCN listet die Senegal-Grasantilope in der Kategorie gefährdet (vulnerable). Früher gehörte sie zu den häufigsten Antilopen Westafrikas, in einigen Teilen des früheren Verbreitungsgebietes (z. B. Gambia und Sierra Leone) ist sie inzwischen aber ausgerottet worden und in Guinea, Guinea-Bissau und Nigeria ist sie sehr selten. Die meisten Exemplare leben heute in Schutzgebieten und selbst diese Populationen sind in den letzten Jahrzehnten zurückgegangen, einige um über 90 %. Schutzgebiete in denen die Antilopen vorkommen sind u. a. die Nationalparks Niokolo-Koba im Senegal, Comoé in der Elfenbeinküste, Mole und Bui in Ghana, sowie Arli in Burkina Faso.